# Pulsatrix perspicillata perspicillata
Pulsatrix perspicillata perspicillata Latham, 1790 è una sottospecie di gufo dagli occhiali molto comune in America del Sud.

## Descrizione

### Aspetto
Il capo è scuro, la nuca è marrone, ha le sopracciglia, il setto, i bordi del disegno facciale e il collo bianchi, il petto e la pancia vanno da un giallo biancastro allo sfumato o giallo-ocra. I tarsometatarsi sono piumati fino a quasi gli artigli e le dita presentano tre scaglie.

### Dimensioni
La sottospecie raggiunge un peso di 571 - 980 g. Ha un'apertura alare di 30,5 - 33,5 cm nei maschi e 31,8 - 35,0 cm nelle femmine e la coda è lunga 17,4 - 19,6 cm.

## Distribuzione
Si trova nelle fitte foreste della parte nord-occidentale del Sud America fino ad arrivare nell'est di Panama e nel Mato Grosso, in Brasile.

## Tassonomia
Probabilmente la specie è estinta in Trinidad e alcuni studiosi includono il gufo dagli occhiali di Trinidad come sinonimo della P. p. perspicillata.